# Jeffrey Lieber

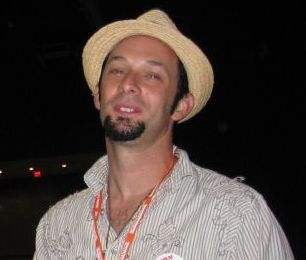
Jeffrey Lieber

Jeffrey Lieber (* um 1969 in Evanston, Illinois) ist ein US-amerikanischer Drehbuchautor für Fernsehserien und Filme.

## Leben
Lieber gilt neben Damon Lindelof und J. J. Abrams als einer der drei Schöpfer der US-amerikanischen Mystery-Serie Lost des Senders ABC. Er schrieb das Skript für Hitched, eine geplante FOX-Serie, die über einen nicht ausgestrahlten Pilotfilm hinaus nie realisiert wurde. Außerdem hat er mit der YouTube-Premium-Serie Impulse und der mit Charlotte McDonnell zusammen verwirklichten Quibi-Serie Don’t Look Deeper zwei Drama/Science-Fiction-Serien entwickelt.
Als Vorsitzende von ABC mit ihrer Idee für eine Serie, welche die Ideen von Cast Away – Verschollen und der US-amerikanischen Reality-Fernsehserie Survivor kombiniert, an den damals für Aaron Spellings Spelling Television arbeitenden Ted Gold herantraten, zog dieser Lieber für die Umsetzung hinzu, da er mit ihm bereits zusammengearbeitet hatte. Lieber erarbeitete daraufhin einige Ideen für die Show (die er Nowhere nannte) und stellte diese in einem Pitch bei ABC vor. Sherman und Gold waren überzeugt, und Lieber bekam den Auftrag den Pilotfilm zu schreiben. Als er den zeitlichen Ansprüchen von ABC nicht gerecht wurde, zog man J. J. Abrams und Damon Lindelof hinzu, welche dann das Manuskript umschrieben und die Serie in Lost umbenannten. Obwohl Lieber danach nie mehr in die Sendung mit einbezogen wurde, konnte die US-amerikanische Gewerkschaft von Drehbuchautoren WGA durchsetzen, dass er offiziell als Co-Creator der Serie genannt wird.

## Filmografie (Auswahl)
- 2001: Tangled
- 2002: Bis in alle Ewigkeit (Tuck everlasting)
- 2010: Miami Medical
- 2010–2011: The Whole Truth, 2 Episoden: Liars (2010), Perfect Witness (2011)
- 2011: Chase, 1 Episode: The Man at the Altar
- 2011: Dr. Dani Santino – Spiel des Lebens (Necessary Roughness), 2 Episoden: Goal Line, Anchor Management
- 2014–2015: Navy CIS: New Orleans (NCIS: New Orleans), 2 Episoden: Musician Heal Thyself (2014), Sic Semper Tyrannis (2015)
- 2016: Lucifer, 1 Episode: Trip to Stabby Town
- 2018: The Originals, 1 Episode: There in the Disappearing Light
- 2018: Salvation, 1 Episode: Hail Marry
- 2019–2021: Charmed, 3 Episoden: Deconstructing Harry (2019), Sudden Death (2020), Someone’s Going to Die (2021)